# Tony Parks
Anthony "Tony" Parks (Hackney, 26 de janeiro de 1963) é um ex-futebolista britânico que atuava como goleiro. Atualmente está sem clube.
Nascido em Hackney (subúrbio de Londres), Parks foi revelado pelo Tottenham, onde atuou por 8 anos. Reserva do experiente Ray Clemence, destacou-se na decisão da Copa da UEFA de 1983–84, disputada entre a equipe inglesa e o Anderlecht. Na competição, o técnico Keith Burkinshaw promovia um rodízio entre Clemence e Parks, que foi agraciado com a titularidade na partida decisiva, realizada em Londres - no primeiro jogo, falhara no gol dos belgas. O jovem goleiro foi o herói dos Spurs ao defender os pênaltis do dinamarquês Morten Olsen e do islandês Arnór Guðjohnsen (pai do atacante Eiður Guðjohnsen), garantindo o título ao Tottenham.
Mesmo com o título, Parks mantinha-se como reserva de Clemence, e não chegou a ganhar a titularidade absoluta mesmo com a aposentadoria do veterano companheiro de equipe, em 1988. Em 1986, foi emprestado ao Oxford United e, no ano seguinte, foi cedido ao Gillingham.
Após deixar o Tottenham, Parks rodou por outras equipes: Brentford (1988-90), Queens Park Rangers (1990, por empréstimo), Fulham (1990–91), West Ham (1991–92), Stoke City (1992), Falkirk (1992–96), Blackpool (1996–97), Burnley (1997–98), Doncaster Rovers (1998), Barrow (1998–99) e Scarborough (1999). Encerrou sua carreira em 2002, no Halifax Town, onde chegou a ser técnico interino em duas oportunidades.
Depois de terminar a carreira, virou treinador de goleiros, exercendo a função na seleção sub-21 da Inglaterra até 2008. Trabalhou ainda nas comissões técnicas do Tottenham e do Norwich City até ser contratado para ser o treinador de goleiros do Aston Villa, onde permaneceria até 2016.